# Lin Liwen
Lin Liwen (chinesisch 林立文, * 1969) ist ein ehemaliger chinesischer Badmintonspieler.

## Karriere
Lin Liwen verzeichnet als größten Erfolg den Gewinn des Sudirman-Cups 1997, der Weltmeisterschaft für gemischte Mannschaften. Im Finale gegen Südkorea gewann er sein Doppel mit Chen Xingdong gegen Kang Kyung-jin und Ha Tae-kwon deutlich mit 15:7 und 15:2. China gewann insgesamt klar mit 5:0. In den Einzeldisziplinen gewann er 1996 die Norwegian International und 1991 die Iran International.

## Sportliche Erfolge
| Saison | Veranstaltung           | Disziplin    | Platz | Name      |
| ------ | ----------------------- | ------------ | ----- | --------- |
| 1991   | Iran International      | Herreneinzel | 1     | Lin Liwen |
| 1994   | Brunei Open             | Herreneinzel | 2     | Lin Liwen |
| 1996   | Norwegian International | Herreneinzel | 1     | Lin Liwen |
| 1996   | Swedish Open            | Herreneinzel | 2     | Lin Liwen |
| 1997   | Sudirman Cup            | Team         | 1     | China     |